# Арден, Майкл
Майкл Арден (англ. Michael Arden; род. 6 октября 1982, Мидленд, Техас) — американский актёр, певец, композитор и театральный режиссёр.

## Биография
Майкл Джеррод Мур родился 6 октября 1982 года в городе Мидленд, штат Техас, США. С 2001 по 2003 год учился в Джульярдской школе в Нью-Йорке. В 2007 году был бэк-вокалистом у Барбары Стрейзанд во время её европейского турне. Помимо съемок в кино также играет в театре на Бродвее.
В 2011 году сыграл главного злодея в фильме «Исходный код». С 2012 по 2014 год снимался в сериале «Управление гневом».
В 2015—2016 годах за роль в мюзикле «Весеннее пробуждение» Майкл получил премии «Ovation Awards», «Outer Critics Circle Award», а также был номинирован на «Тони» и «Драма Деск».

## Личная жизнь
Открытый гей. С 2014 года встречался с актёром Энди Миентусом, а 18 августа 2016 года они оформили брак.

## Фильмография
| Год       |     | Русское название             | Оригинальное название         | Роль             |
| --------- | --- | ---------------------------- | ----------------------------- | ---------------- |
| 2006      | с   | 4исла                        | Numb3rs                       | Уитли            |
| 2006      | с   | Анатомия страсти             | Grey's Anatomy                | Нейл Хэнниган    |
| 2006      | ф   | Ложное искушение             | The Good Shepherd             | актёр            |
| 2008      | с   | Кашемировая мафия            | Cashmere Mafia                | Денис            |
| 2008      | с   | Возвращение Джезебель Джеймс | The Return of Jezebel James   | Бадди            |
| 2009      | ф   | Пещерное кино                | The Cave Movie                | Сэм              |
| 2009      | ф   | Война невест                 | Bride Wars                    | Кевин            |
| 2009      | с   | Короли                       | Kings                         | Джозеф Лэсил     |
| 2009      | с   | Ищейка                       | The Closer                    | Джеймс Кларк     |
| 2009      | с   | Кости                        | Bones                         | Харольд Прескотт |
| 2010      | с   | Забытые                      | The Forgotten                 | Джеймс Пул       |
| 2011      | ф   | Исходный код                 | Source Code                   | Дерек Фрост      |
| 2011      | с   | У жизни на краю              | Off the Map                   | Фер              |
| 2011      | кор | Сестра Джеки                 | Nurse Jackée                  | Гэби             |
| 2011      | с   | Хорошая жена                 | The Good Wife                 | Финн             |
| 2011      | с   | Помнить всё                  | Unforgettable                 | Джои Уильямс     |
| 2012      | с   | Дорогой доктор               | Royal Pains                   | Гомер            |
| 2012      | с   | Менталист                    | The Mentalist                 | Эван Крисс       |
| 2012      | с   | Сестра Джеки                 | Nurse Jackie                  | Гэби             |
| 2012      | с   | Благочестивые стервы         | GCB                           | Стив Стюарт      |
| 2012      | ф   | Странная жизнь Тимоти Грина  | The Odd Life of Timothy Green | Дуг Вирт         |
| 2012—2014 | с   | Управление гневом            | Anger Management              | Патрик           |
| 2013      | тф  |                              | Over/Under                    | мужчина          |
| 2013      | с   | Могло быть и хуже            | It Could Be Worse             | Майкл            |
| 2014      | ф   |                              | My Eleventh                   | Сингер           |
| 2016      | ф   |                              | So B. It                      | Эллиот           |
| 2019      | с   | Удивительная миссис Мейзел   | The Marvelous Mrs. Maisel     | Милкен Принс     |